# Fourgon à bagages

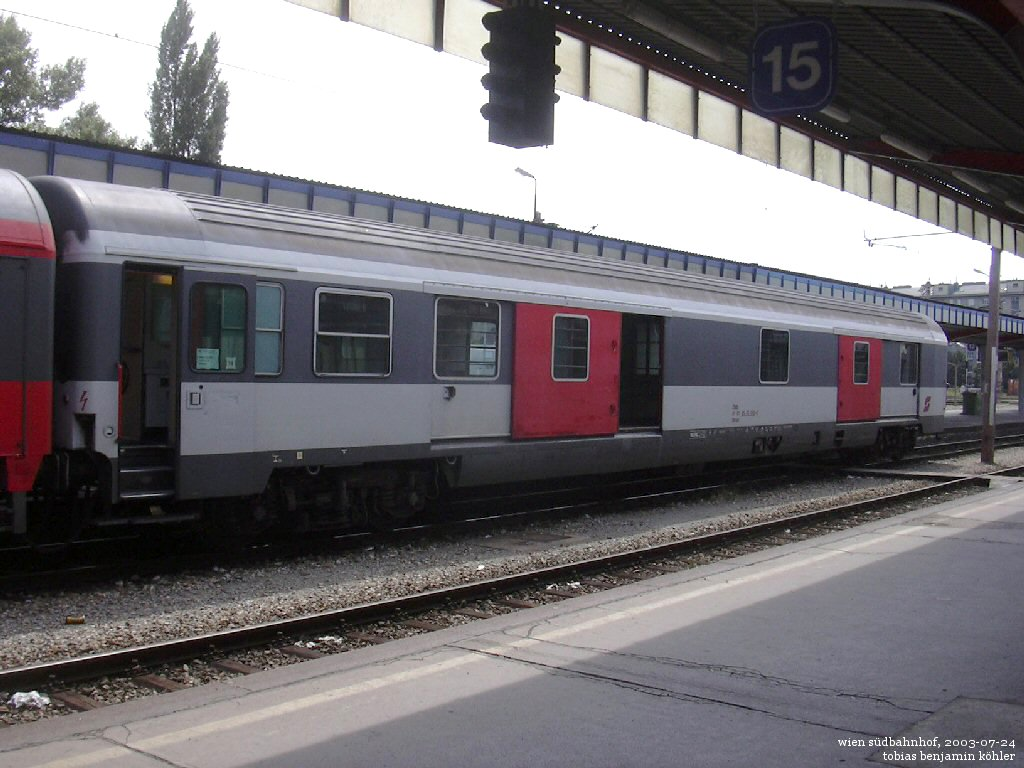
Fourgon à bagages Dmsz des ÖBB.

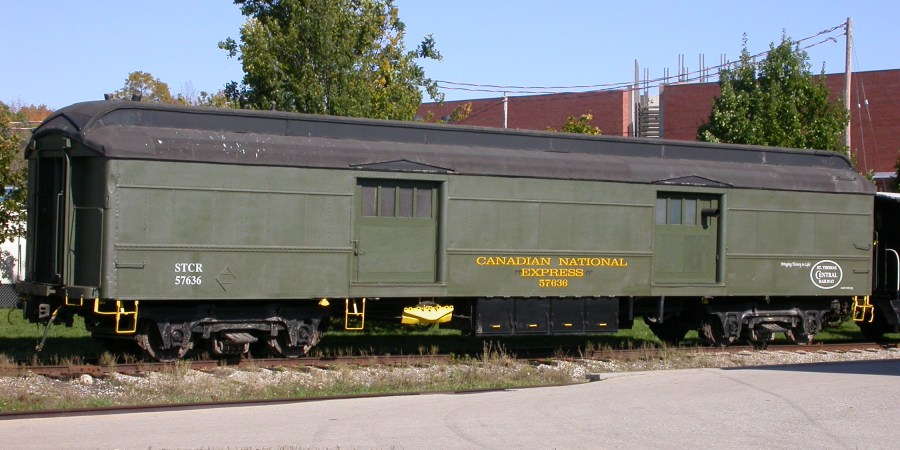
Un fourgon à bagages restauré du Canadian National Railway exposé à Waterloo, Ontario, Canada.

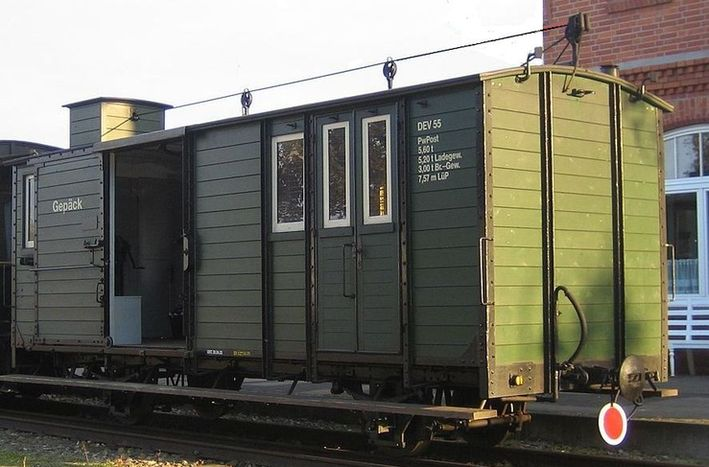
Un fourgon à bagages historique allemand DEV55, avec compartiment postal.

Le fourgon à bagages est un véhicule d’accompagnement des trains de voyageurs permettant l’acheminement des bagages des passagers ou de la messageries jusqu’à la gare de destination.
Il contient un ou plusieurs compartiments à bagages, plombables et éventuellement plombés pour le transport sous douane, dotés de larges accès, fermés généralement par des portes coulissantes ou des rideaux mécaniques. On y trouve aussi un compartiment de service pour le personnel. Les fourgons modernes (signalés par la lettre s) sont équipés d'un couloir d'intercirculation (permettant la circulation entre les voitures voyageurs), ce qui leur permet d’être placés n’importe où à l’intérieur d'un train. 
Il est fréquent que les fourgons soient situés dans des voitures mixtes accueillant aussi des passagers ou dans des rames automotrices. On trouve même, notamment en Suisse, des fourgons automoteurs, servant à la fois de locomotives et de fourgons à bagages, tel que le Deh 4/4 de la MGB.

## Historique
Jusqu’au milieu du XXe siècle, les fourgons à bagages étaient situés directement derrière la locomotive. Ils servaient ainsi de tampon protégeant en cas d’accident les voitures en bois particulièrement vulnérables de l’époque.

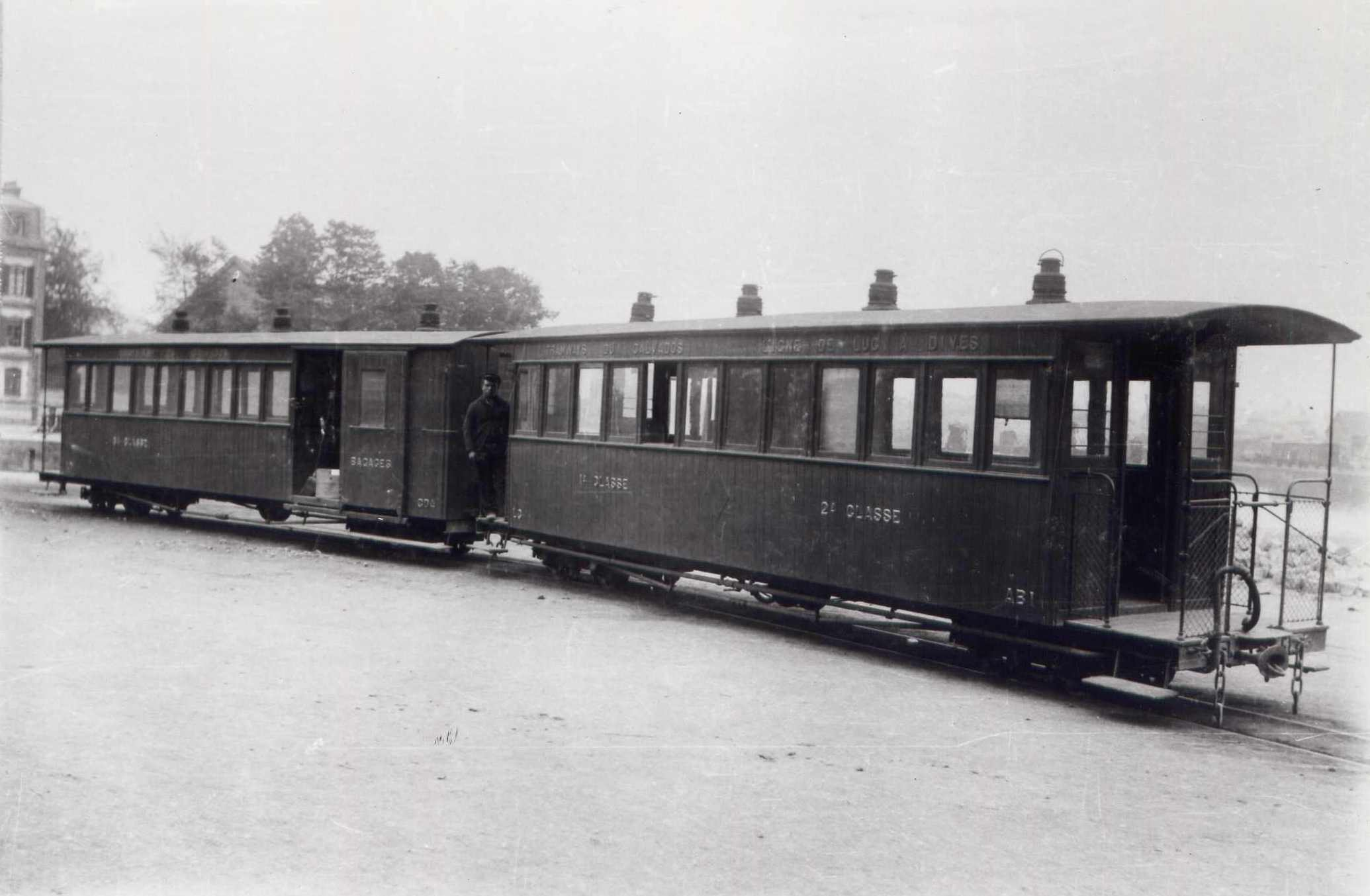
Voiture avec espace-bagages dans train sur voie étroite de 60 cm de large des Chemins de fer du Calvados.

Depuis l’origine, les cahiers des charges ont imposé aux Compagnies ferroviaires le transport gratuit (ou moyennant une taxe très modique de 10 centimes) de 30 kg de bagages enregistrés en plus des bagages à main pouvant être emmenés par le voyageur dans les compartiments dans une limite raisonnable (l’article 65 de l’Ordonnance du 15 juillet 1845 interdit « l’entrée des voitures à tous individus porteurs de paquets qui par leur nature, leur volume ou leur odeur pourraient gêner ou incommoder les voyageurs. »)
Le supplément de poids des bagages enregistrés au-delà de la franchise de 30 kg par voyageur était taxé au tarif des colis à grande vitesse.
Tous les trains comportaient des fourgons pour les bagages et la messagerie avec un agent de service pour assurer la manutention. Le Touring Club de France rappelle dans sa revue du 15 juin 1896 que « d’après le doctrine et la jurisprudence le voyageur doit être admis à présenter comme bagages les objets quel qu’ils soient, qu’il lui convient de transporter avec lui. Dans ces conditions, on ne saurait contester le caractère de bagage à une bicyclette ».

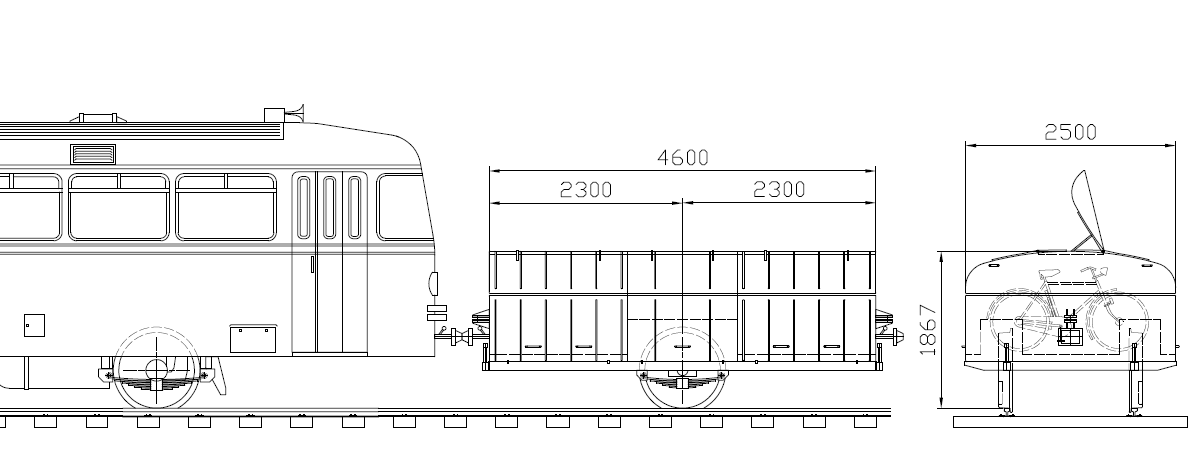
Remorque pour le transport des bagages en Allemagne

Les matériels de voyageurs, construits jusqu'au cours des années 1970, comportaient tous des espaces bagages y compris les trains légers, par exemple les trains-tramways destinés à unes desserte locale, les chemins de fer d'intérêt local, y compris ceux à voie étroite de 1 mètre et même de 60 cm, les automotrices, les trains de banlieue.
En Allemagne des remorques à bagages à un essieu, construites de 1952 à 1955, tractées par des autorails légers, les Schienenbus ont été en service jusqu'en 1968.
Le service d'enregistrement des bagages transportés a été progressivement abandonné au cours des dernières décennies du XXe siècle en France, d'abord en banlieue, puis sur l'ensemble du réseau. Les autres pays d'Europe occidentale ont connu la même évolution. Depuis cette suppression, le voyageur se charge d'amener lui-même ses bagages dans le train, des limitations étant apportées aux dimensions acceptées, plus restrictives pour certaines offres particulières, par exemple dans les TGV Ouigo.
Aujourd’hui, les voitures accueillant les passagers offrent de plus en plus fréquemment des espaces dédiés au rangement des valises ou mais aussi des poussettes ou vélos, ou encore à l'accueil des personnes en fauteuil.
La grande majorité des fourgons ont été abandonnés et détruits. Quelques fourgons sont cependant encore en service pour le transport des vélos dans des régions très touristiques notamment en Suisse, en Autriche, en France, en été, sur la relation Interloire qui dessert l'itinéraire de la Loire à vélo.

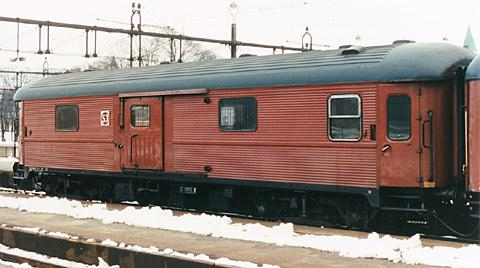
Un resgodsvagn des chemins de fer suédois (SJ) à Malmö en 1988.
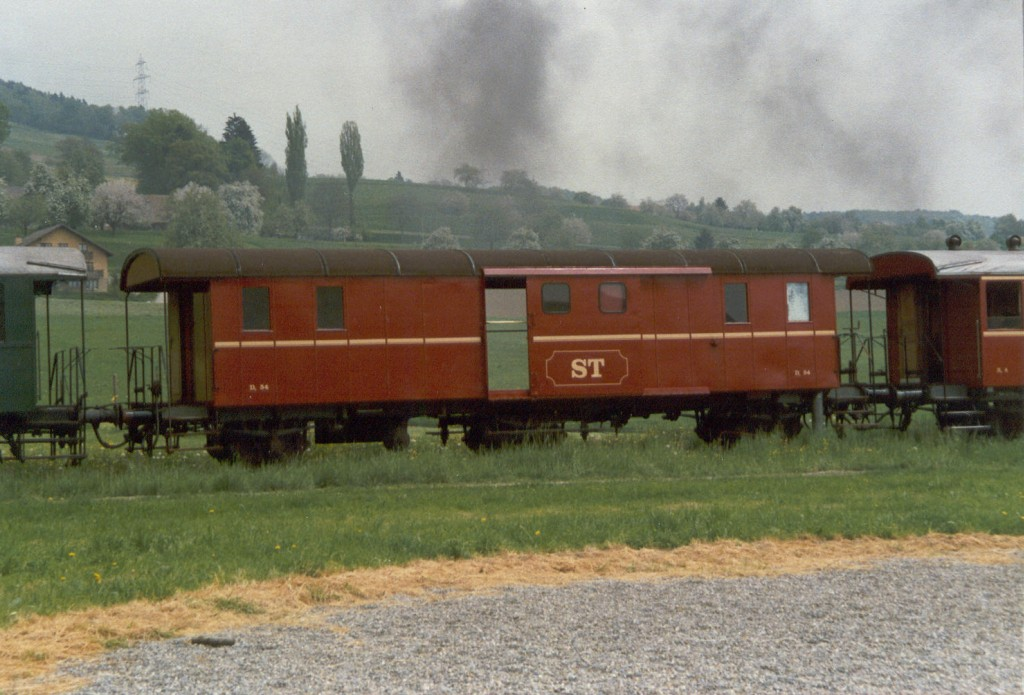
La voiture-bar BR3 54 du Sursee-Triengen-Bahn (1988) est un ancien fourgon à bagages des CFF.
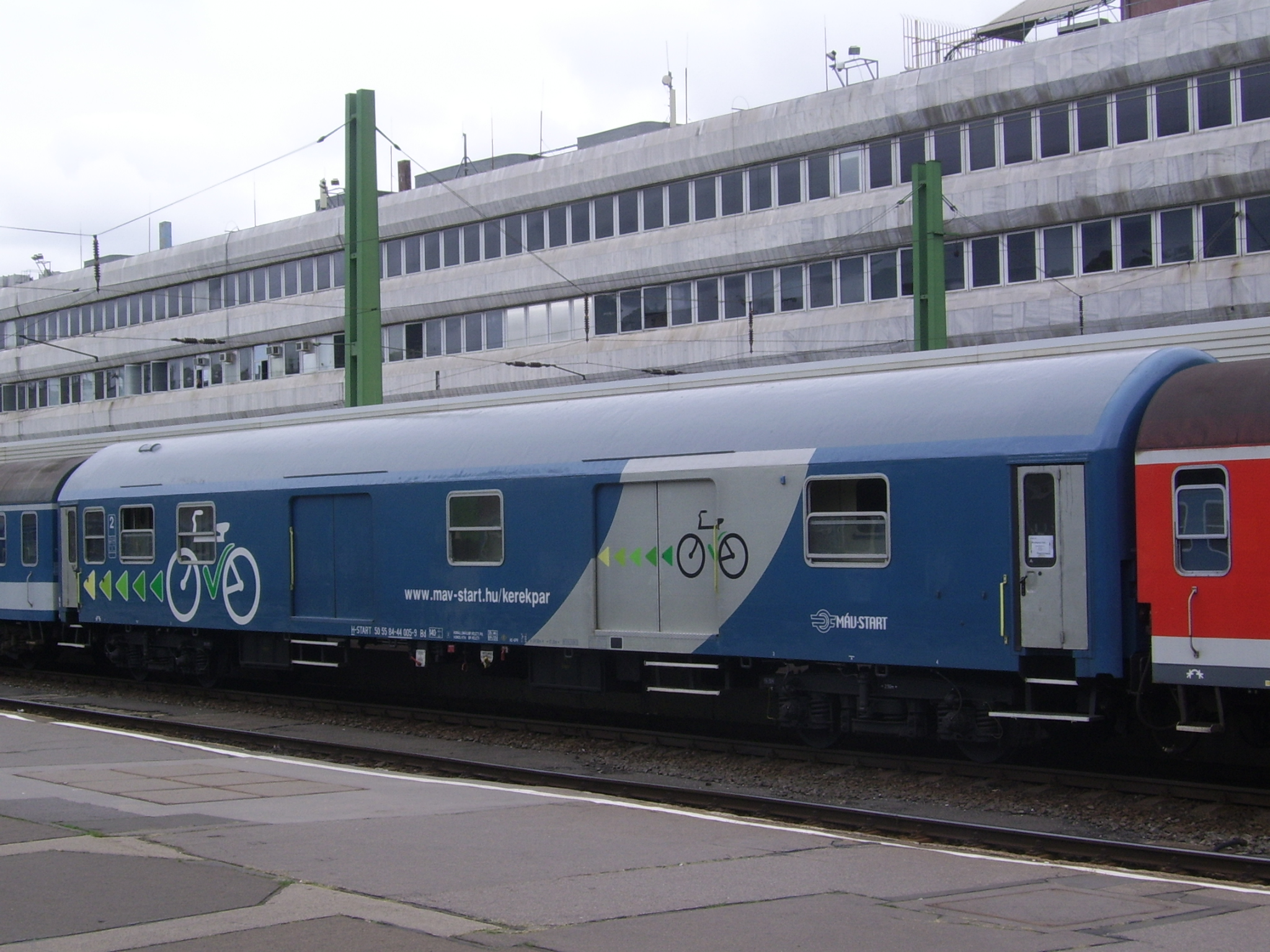
Voiture mixte UIC-Y type Bd avec fourgon à bagages ; rénovée en 2010 pour le transport des bicyclettes.

## Exemples de fourgons à bagages

### Fourgons de la CIWL

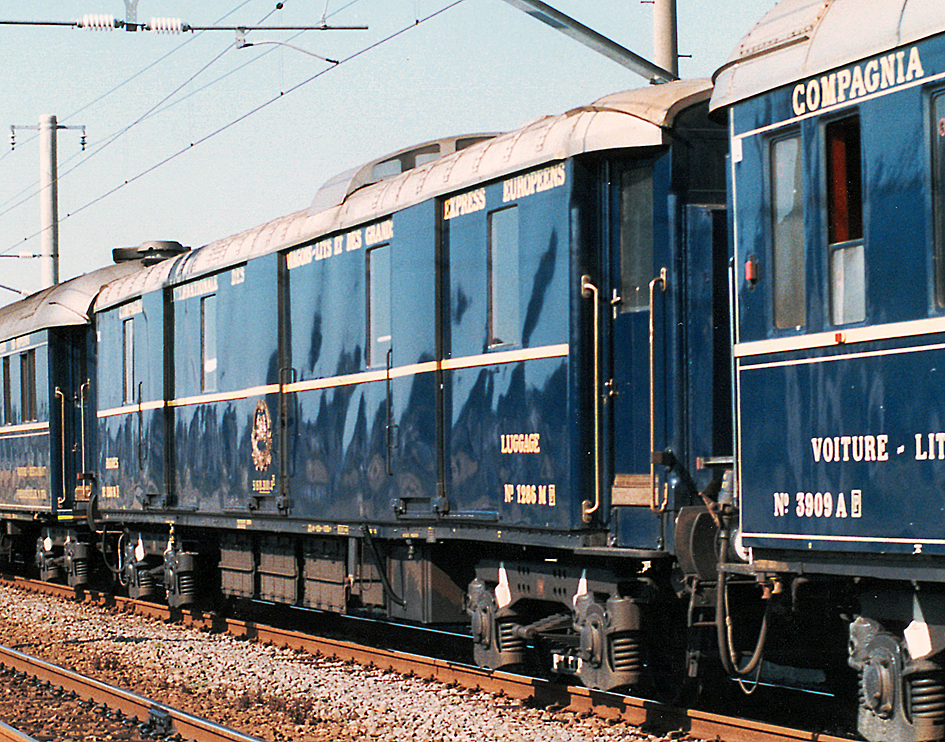
Fourgon CIWL Orient-Express n° 1286.

Les premiers fourgons utilisés par la CIWL étaient en bois. Puis à l'époque des voitures métalliques, on vit apparaître :
- 1926 : 12 fourgons (n° 1245-1256) en acier de type « Nord-Express » à 4 portes par flanc et lanterneau central, livrée bleue, réalisés par la Compagnie Générale de Construction, 50 t, longueur 23.452 m, entraxe 16 m, largeur 2.822 m, hauteur 4.160 m, charge maximale 10 t, 4 compartiments à bagages, couchettes, 1 WC et 1 douche pour le personnel, bogies P, 140 km/h, retirés du service en 1963 ; modélisé par Jouef à partir de 1964.
- 1927 : 3 fourgons-trucks[3] de type « Flèche d'Or » (n° 1257-1259) à partie centrale métallique pour le personnel, logée entre 2*2 conteneurs en bois tôlé ; longueur 17.48 m, entraxe 10.90 m, caisse centrale de 5.66 m,  livrée bleue ; retrait en 1955-1956.
- 1928/29 : 14 fourgons F (n° 1263-1276) type « Orient-Express », dont 5 pour le Sud-Express avec livrée crème et marron[note 1], les autres étant en livrée bleue ; 3 portes par flanc, vigie au 1/3, bogies PP à roues Ø1050 aptes aux 120 km/h (puis 140), 1 WC, un compartiment pour chef de train et 3 compartiments à bagages dont un douanable.
- 1929 : 20 fourgons-douche F (n° 1277-1296) type Orient-Express à 3 portes par flanc, entraxe 14.25 m, identiques aux précédents avec en plus 1 douche accessible à la clientèle ; ces deux dernières séries ont été construites par Metropolitan au Royaume-Uni.
- 1939-1940 : 6 fourgons pour le Taurus-Express (n° 1320 à1325) réalisés par la C.G.M. Marly.

La compagnie utilise deux fourgons par train de voitures Pullman, un derrière la locomotive, l'autre en fin de convoi. Tous sont équipés d'une vigie qui barre le toit.
Un fourgon de type « Nord-Express » a été vendu aux PTT pour l'acheminement des journaux, suivi de quelques autres.

### Fourgons de la DB
- MDyg986 fourgons « de fortune » réalisés à partir des voitures Behelfsschnellzugwagen MC 4i-44  à caisse en bois et armature métallique en croisillon, construites par WUMAG en 1944.
- Dms902, 181 exemplaires de type UIC-X, à toit arrondi. Les Dms902 non transformés mutés à DB régio ont été renumérotés Dms920 en 1996[4].
- Dms905, 177 exemplaires, à toit droit (Steildach). Les Dms905 non transformés mutés à DB régio ont été renumérotés Dms922 en 1996.
- Dmd906, ex Dms905 affectés au transport des vélos. Livrée rouge DB AutoZug.

### Fourgons de la SNCB
- Dms , de livrée initiale C1, utilisé en service international. Il est proposé en HO par Jouef et LS Models. Le Dms 17401 se différenciait par une baie supplémentaire.

### Fourgons de la SNCF

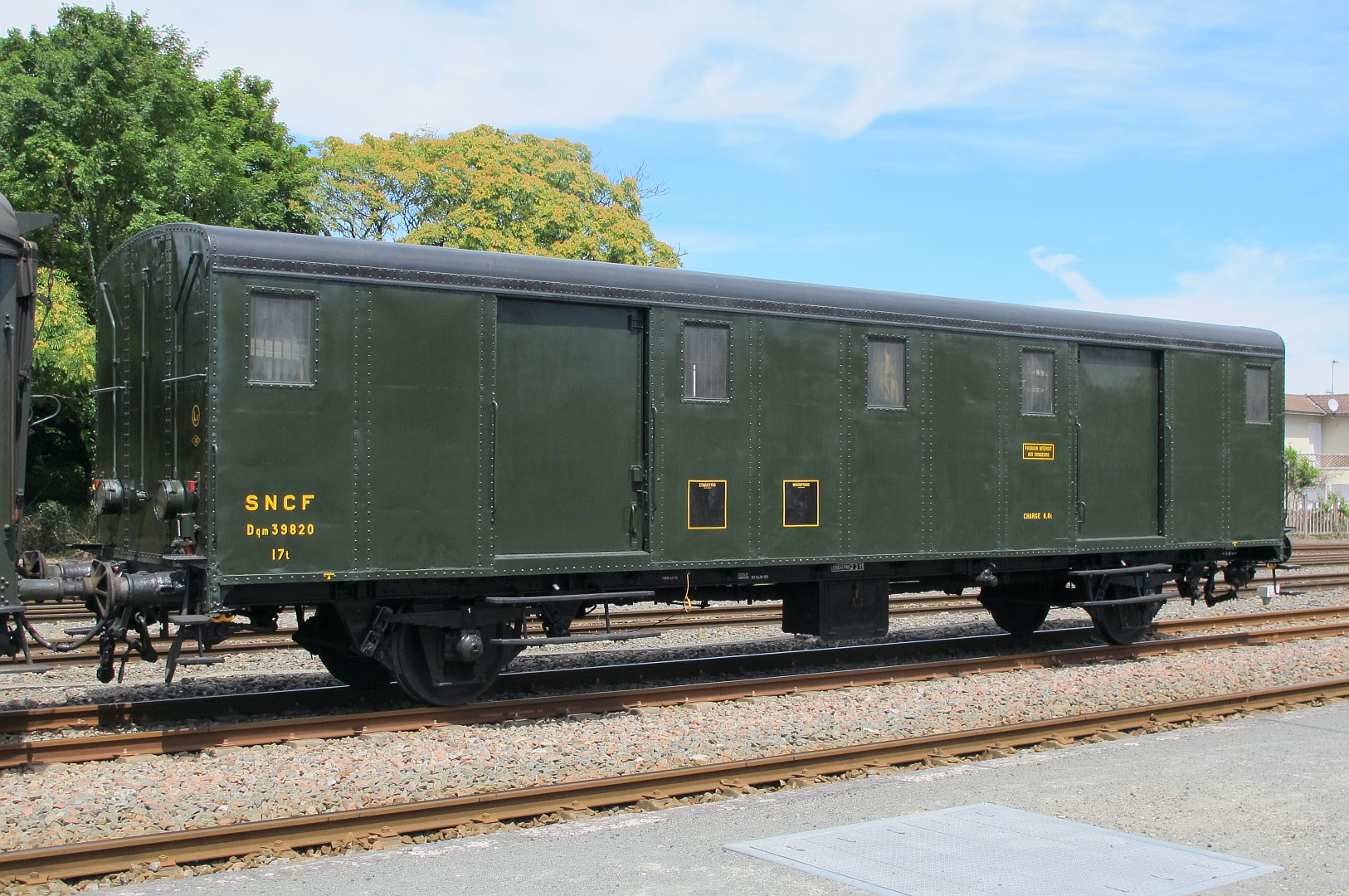
Fourgon OCEM 1929 Dqm 39820.

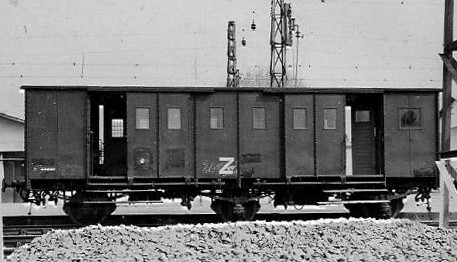
Fourgon PLM à 3 essieux

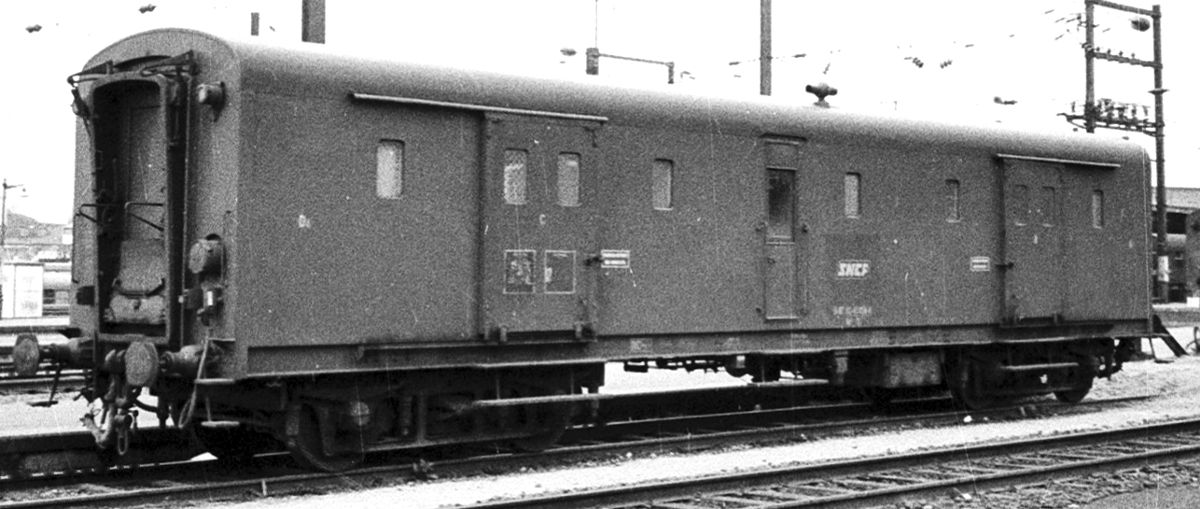
Fourgon métallisé Est à bogies.

Outre les fourgons ci-dessous, il existe des fourgons à bagages s'intégrant à des séries de voitures comme les Rapides Nord ou les OCEM à rivets apparents.
- Fourgons Dd2 Nord

Le fourgons Dd2 Nord à 2 essieux a été produit à 180 exemplaires. Ils ont participé au trafic trans-Manche et ont été retirés en 1981.
- Fourgons OCEM 1929

Le fourgons OCEM à rivets apparents à 2 essieux,  livrée verte, de longueur 13.630 m, a été livré de 1930 à 1938. Il existe une version Dqm à vigie. Sa vitesse maximale est de 140 km/h. Il a été retiré du service en 1977.
En modélisme : le fourgon OCEM 29 Dqm est proposé en HO,  livrée verte, par REE Modèles (2012).
- Fourgons PLM à 3 essieux

Le fourgons PLM à 3 essieux, en livrée verte  a été produit à 1395 exemplaires. Le Dp 27343 est conservé à la Cité du train de Mulhouse.
- Fourgons Est à bogies

Le fourgons Dqd2myi Est à bogies est un fourgon métallisé de 30 t et long de 17.470 m de type Dd2 réalisés entre 1951 et 1957 avec des bogies de récupération. 52 exemplaires de type Dd2s disposent de deux compartiments verrouillables pour le transport sous douane et d'un couloir latéral permettant l'intercirculation quand le fourgon est inséré à l'intérieur de la rame. Il pouvait rouler à 140 km/h et a été retiré du service en 1982.
En modélisme  le fourgon Est à bogies a été produit en HO, en livrée verte, par Jouef (de 1961 à 1978).
- Fourgons U 52

Le fourgon U 52 (comme unifié commandé en 1952) de la SNCF est un fourgon à 2 essieux de type Dd2, en livrée verte, très proche du fourgon OCEM 38. Produit en 50 exemplaires, il est entré en service en 1954 et a quitté l'effectif en 1978.
- Fourgons Dd4s

Le fourgon Dd4s métallisé Ouest provient de la métallisation, peint en livrée verte, en 1961 d'anciens véhicules de 1910-1914. De type Dd4s (4 compartiments douaniers et un couloir d'intercirculation latéral), il préfigure les fourgons DEV AO (cf. ci-après) mais est monté sur des bogies type X État (XDR1). Ce fourgon a été livré à l'Ouest (10 unités) et au Sud-Est (24 unités) sous la numérotation UIC 51 87 95-40 213 à 246 Dd4s. Ils ont été retirés du service en 1985.
Le fourgon DEV Dd4s, ou fourgon « UIC », est un fourgon de la SNCF, de 31 t et 20 m de long. Ses bogies Y24B lui permettent de rouler à 150 puis à 160 km/h. Il a été produit en 180 exemplaires de 1964 à 1980 pour être réformé en 1997. Il y eut 4 commandes : deux de 40 fourgons en 1962 et 1963, deux autres de 50 exemplaires en 1970 et 1972. Nombreux sont ceux qui reçurent une livrée mixte : vert garrigue en bas et gris aluminium (sauf le toit) en partie haute.
En modélisme  le fourgon DEV Dd4s a été modélisé en HO :
1. par Jouef, en livrée verte avec des bogies Y2. une variante Jouef pour Playcraft, en livrée verte a aussi était fabriqué mais non démontable ;
2. par Roco en livrée mixte vert garrigue et gris aluminium, avec des bogies Y24C ;
3. par Meccano, en livrée verte, etc.

- Fourgons MC 76

Dans un souci de standardisation, la SNCF a commandé 240 exemplaires d'un fourgon de 20 m présentant des points communs avec les voitures Corail . Montés sur des bogies Y24B2, ils pouvaient rouler à 200 km/h.
Les 80 premiers (mise en service : 1977) étaient dotés de la livrée C 160 (vert garrigue et gris aluminium avec la porte de circulation orange) puis la livrée Corail (gris clair et gris foncé, portes vermillon) s'est généralisée (160 mise en service à partir de 1978 jusqu'en 1980). Ils disposaient d'un couloir latéral d'intercirculation ce qui permettait de les placer en milieu de rame. 
Ils étaient tous équipés de deux compartiments verrouillables pour les transports sous douane. 
Deux fourgons ont été aménagés avec des box pour le transport des chevaux de compétition. 
Certains ont été vendus aux CFF ou au BLS (à leur tour revendus aux CFF) et d'autres sont utilisés par l'agence d'essais ferroviaires pour ses trains d'essais. Les fourgons MC 76 vendus aux CFF étaient utilisés principalement pour le transport des vélos, sur les trains IC. Certains fourgons MC 76 étaient utilisés pour les trains de pèlerinages transportant des malades couchés.
En modélisme : le fourgon MC 76 est proposé en HO par Roco dans les 2 livrées.